# 関村誠
関村 誠（せきむら まこと）は、日本の美学者。広島市立大学名誉教授。広島大学教授。
『像とミーメーシス』の著者として知られる。

## 経歴
ブリュッセル自由大学博士号、ブルゴーニュ大学DEA、東京藝術大学修士号、博士号を得る。
古代ギリシアの哲学者・プラトンの美学、芸術論、完成論が専門。

## 所属
- 日本ミシェル・アンリ哲学会
- Association des Sociétés de Philosophie de Langue Française
- Centre de Recherches Internationales sur l'imaginaire
- 新プラトン主義協会
- 日仏哲学会 広島芸術学会
- ギリシャ哲学セミナー
- 美学会

## 著書
- 『像とミーメーシス』1997年